# Аникинцы (Чеглаковское сельское поселение)
Аникинцы — деревня в Нагорском районе Кировской области в составе Чеглаковского сельского поселения.

## География
Находится на расстоянии примерно 16 километров по прямой на запад-северо-запад от районного центра поселка Нагорск.

## История
Упоминается с 1873 года, когда в ней было отмечено 5 дворов и 34 жителя. В 1905 году дворов 16 и жителей 141, в 1926 24 и 172, в 1950 31 и 126. в 1989 году учтен 41 житель.

## Население
Постоянное население  составляло 30 человек (русские 90%) в 2002 году, 19 в 2010.